# Can Serra (Tavertet)
Can Serra és una casa de Tavertet (Osona) inclosa a l'Inventari del Patrimoni Arquitectònic de Catalunya.

## Descripció
Casa entre mitgeres de teulada a doble vessant amb el carener paral·lel a la façana. Consta de planta baixa i dos pisos amb dues obertures per planta, totes disposades en el mateix eix. La llinda i brancals son de carreus de pedra i el parament és de pedra irregular.